# بيتر بوث
بيتر بوث (2 نوفمبر 1952 - )  (بالإنجليزية: Peter Booth)‏ هو لاعب كريكت بريطاني.